# Joddböle, Ingå

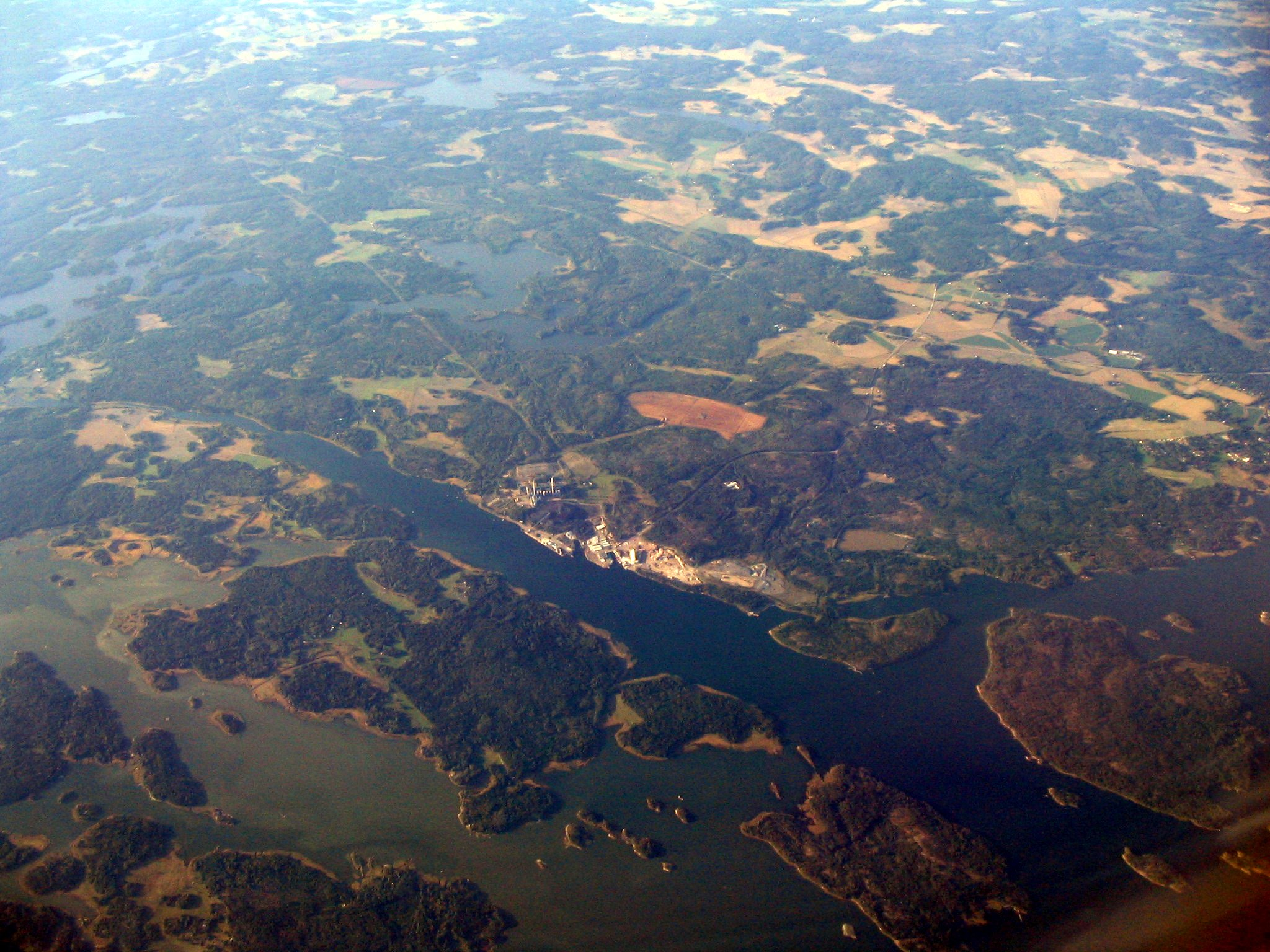
Joddböle, sett mot nordväst 2006, med hamnen och Ingå kolkraftverk samt torvtäkten mitt i bilden

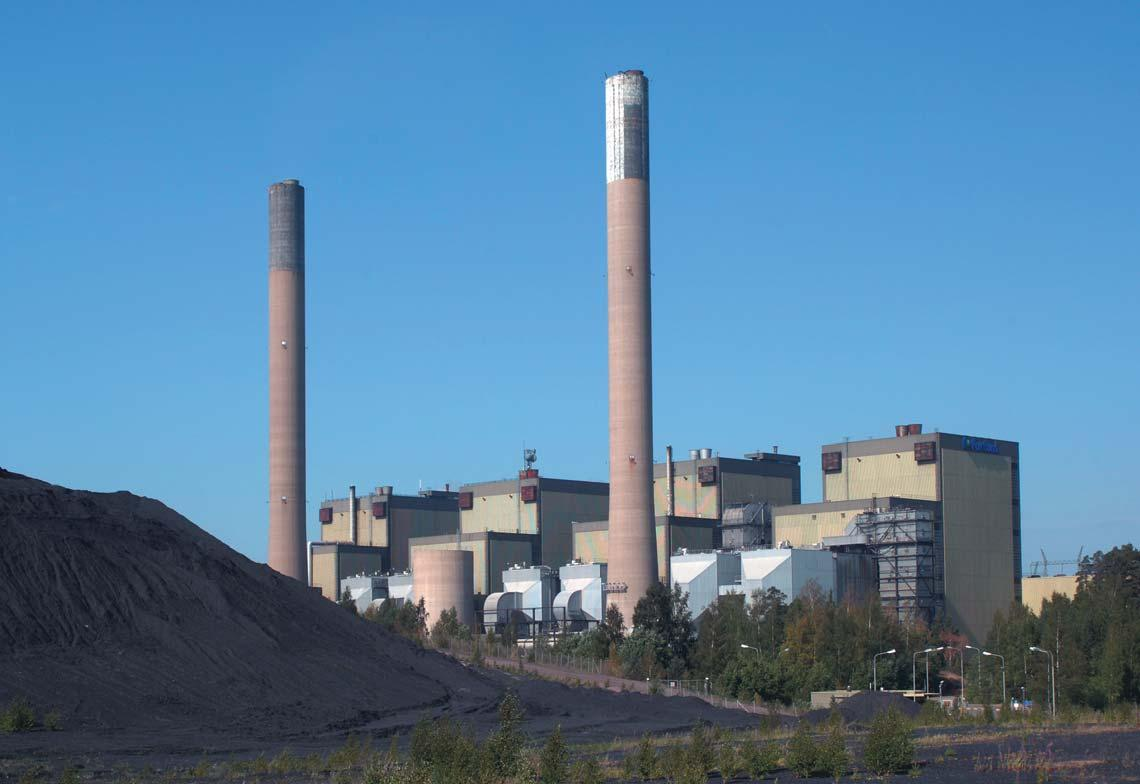
Ingå kolkraftverk, 2008

Joddböle är ett område sydväst om Ingå i Nyland i Finland, där Ingå hamn och Ingås fiskehamn är lokaliserade och där också det numera rivna Ingå kolkraftverk låg.

## Historik
Ägaren till Lojo Kalkverk Ab, Petter Forsström, identifierade 1942 en bra hamnplats utanför Ingå och bildade Ingå Storhamn Ab för att bygga en hamn för kolimport för kalkbrukets behov. Anläggningen av en hamn kom då inte igång, på grund av Fortsättningskriget och den ansträngda finländska efterkrigsekonomin. Hamnen invigdes slutligen 1962. Till hamnen går en inseglingsfarled, som börjar söder om fyren Häststen och är 13 meter djup. 
Hamnen användes inledningsvis mest för kalk och gips för kalkbruket. Senare blev den en viktig importhamn för kol till det av Imatran Voima 1974–1978 uppförda kondenskraftverket Ingå kolkraftverk, fram till att dess drift upphörde omkring 2014. Kolkraftverket togs ur drift 2014 och revs slutligen 2020. 
Från december 2022 används en av kajerna i den tidigare kolhamnen för fast förankring av den flytande LNG-terminalen FSRU Exemplar, som Gasgrid Finland hyrt för en tioårsperiod. Naturgasledningen Balticconnector mellan Finland och Estland har sin norra landningsplats 1,5 kilometer från Ingå hamn, och naturgasen från FSRU Exemplar ansluter i närheten till den finländska stamnätet.

## Industriområde
I hamnens omedelbara närhet har stenkrossföretaget Rudus Oy en täkt nära stranden. Den resulterade plattmarken används för utvidgning av hamnområdet. Något innanför hamnen finns en tidigare torvtäkt på Stormossen.